# Potidaea
Potidea (ook wel: Poteidaia Grieks: Ποτείδαια, Latijn: Potidaea) was een stad uit de oudheid in het noordoosten van Griekenland.

## Doel en ligging
Potideia was een kolonie opgericht rond de 6e eeuw voor Christus, in de tijd van de tiran Periander door de Korinthiërs als steunpunt in de handel met Macedonië.
Het was gelegen in de landengte van Pallene (nu Kassandra) het westelijke van de drie schiereilanden van Chalcidike in wat toen bekend was als Thracië.

## Belaagd door de Perzen
In de loop van de 5e eeuw v.Chr. was het Perzische Rijk zeer actief aanwezig in deze regionen, en hoewel de Grieken het moeilijk hadden om de Perzen op een afstand te houden en hen terug naar het Oosten te dwingen, lanceerde de Perzische generaal Artabazus een aanval op Potidaea in 480 v.Chr.. De inwoners van Potidaea konden de aanval met succes weerstaan.

## Alliantie
In 478 v.Chr., nadat het Perzische leger verdreven was, vormden de Griekse steden een alliantie, de Delische Bond. Dit was om een verdediging te organiseren tegen Perzië. Potidaea sloot zich aan bij het Delische bondgenootschap dat na Delos meer en meer gedomineerd werd door Athene. Athene besliste hierna over alles en de bond werd mettertijd getransformeerd in een Atheens imperium.

## Tussen twee kampen
In 432 v.Chr. brak er oorlog uit tussen Athene en Korinthe. Athene maakte zich zorgen over de loyaliteit van de inwoners van Potidaea en stelde nieuwe eisen: zo moest Potideia de stadsmuur afgebroken worden aan de zuidkant, gijzelaars sturen naar Athene, en de magistraten, werkzaam in Potidaea maar afkomstig van Korinthe, uit Potidaea te verdrijven. Athene was bevreesd dat als er een revolte zou uitbreken in Potidaea, er andere steden in Thracië zouden volgen. Athene vreesde de invloed van Korinthe en haar bondgenoten in Potidaea.

## Potidaea en de Peloponnesische oorlog

### Perdiccas stookt tegen Athene
Een van die bondgenoten was koning Perdiccas II van Macedonië. Perdiccas had graag bevriende bondgenoten aan zijn grenzen. Maar wie hij als vriend beschouwde hing af van de omstandigheden. En hoewel hij overeenkomsten tekende met Athene wanneer hij er voordeel mee kon halen, veranderde hij telkens weer van kamp op het laatste moment. Verrassend genoeg duurde het een tijdje voordat Athene dit patroon doorzag, en werd hij pas in 416 v.Chr. tot vijand uitgeroepen. Uiteindelijk ontdekten de militaire leiders in Athene dat het de bedoeling was van Perdiccas om de bevolking in Potidaea op te hitsen tegen Athene. Athene stond op het punt om 1000 soldaten en 30 schepen naar Potidaea te sturen om er de orde te gaan handhaven, en elk begin van een opstand de kop in te drukken.

### Atheens-Korinthische oorlog
Potidaea wilde echter onderhandelen en stuurde vertegenwoordigers naar Athene om tot kalmte te manen. Potidaea stuurde ook afgevaardigden naar Sparta en Korinthe om bijstand te vragen indien dit nodig zou blijken. De onderhandelingen in Athene draaiden op niets uit en Athene gaf het bevel aan de vloot om naar Potidaea te varen. Sparta verwittigde Athene dat ingeval Potidaea aangevallen zou worden, er represailles zouden worden genomen tegen Athene.

### Opstand tegen Athene
Uiteindelijk kwam Potidaea in opstand tegen de Atheners, gesteund door de Korinthiërs. Dit was een van de aanleidingen voor de Peloponnesische Oorlog, beschreven door Thucydides. Potidaea en de andere steden van Chalcidike organiseerden hun eigen gezamenlijke verdedigingsbondgenootschap genaamd Chalcidische Bond. Centrum van de Bond was Olynthos, een stad gelegen aan de golf van Torone, wat verder op het vasteland en 6 kilometer ten noorden van Potidaea.

### Veroverd door Athene
Het opstandig Potideia werd zwaar aangevallen door Athene, dat er zelfs in slaagde om Potidaea te omsingelen. Perdiccas reageerde hierop door zijn leger te sturen om Potidaea te helpen, ook al had hij juist een overeenkomst getekend met Athene. Potidaea werd terugveroverd door de Atheners in 430 v.Chr. na twee jaar van oorlog voeren - zie de Slag bij Potidaea. Athene was in staat om de gehele stad af te snijden langs alle kanten, ondanks flinke tegenslagen door een uitbraak van de builenpest. Aan de pest verloor de Atheense generaal ruim de helft van zijn manschappen in de opgeslagen kampen. Deze revolte ligt mede aan de basis van de Peloponnesische Oorlog.

### Volksverhuizing uit Potidaea
Uiteindelijk stelden de Atheense bevelhebbers voor dat de inwoners van Potidaea zouden verhuizen naar Olynthos - de bevolking stemde toe. De politici in Athene waren ontzet over de milde behandeling van de inwoners van Potidaea. Men had verwacht dat de straf voor de opstand veel hoger zou liggen dan het verhuizen naar een andere stad. De politiek in Athene regelde het zo dat het in de oorlog veroverde land herverdeeld zou worden onder arme Atheners. Dit duurde tot 404 v.Chr., toen Athene zich overgaf aan Sparta, wat het einde van de Delische Bond betekende.

## Phillippus II van Macedonië
In 356 v.Chr. viel Potidaea in handen van Philippus II van Macedonië. Potidaea en Olynthos werden verwoest en de Chalcidische Bond opgeheven. De inwoners van Potidaea werden gedeporteerd.

## Het nieuwe Potidaea
Een latere Macedonische koning en diadoch, Cassander bouwde een nieuwe stad op exact dezelfde plaats in 316 v.Chr. Hij noemde de stad Cassandrea naar zichzelf. Het hele gebied bleef onder heerschappij van Macedonië tot de Romeinen arriveerden in 168 v.Chr.
De moderne vestiging van de stad Nea Potidaea is gebouwd op de plaats waar voorheen Potidaea en Kassandrea gevestigd waren.